# 管弦楽のための協奏曲 (バルトーク)
管弦楽のための協奏曲（かんげんがくのためのきょうそうきょく）は、バルトーク・ベーラが1943年に作曲した5つの楽章からなる管弦楽曲である。バルトークの晩年の代表作であり、最高傑作のひとつにも数えられる。
- 原語曲名：Concerto for Orchestra（英語）
- 演奏時間：約38分
なお作曲者の総譜上の指示は「第1楽章9分48秒、第2楽章6分17秒、第3楽章7分11秒、第4楽章4分8秒、第5楽章8分52秒（改訂前の結尾[1]）で、全曲はおおよそ37分。」
- 作曲時期：総譜のバルトーク自身の書き込みによれば、1943年の8月15日から10月8日にかけて作曲。
- 初演：1944年12月1日にボストン市にてセルゲイ・クーセヴィツキー指揮のボストン交響楽団による。

## 概説
この曲は1943年当時ボストン交響楽団の音楽監督だったクーセヴィツキーが、自身の音楽監督就任20周年を記念する作品として、また亡くなったナターリヤ夫人の追憶のための作品として、彼女と共に設立した現代音楽の普及を目的としたクーセヴィツキー財団からの委嘱としてバルトークに作曲を依頼したことにより作曲された。
アメリカへ移住したバルトークは環境の変化になじめず、創作の意欲を失っていた。アイディアを全く持っていなかったわけではなかったが、この委嘱が無かったら、弦楽四重奏曲第6番がバルトークの最後の作品になっていたであろうと考えられている。更に1943年の2月に健康状態の悪化で病院に入院してしまい、ライフワークである民俗音楽の研究すら思うように出来ず、ピアニストとしての活動も難しくなり、戦争による印税収入などのストップによる経済的な困窮も相まって強いうつ状態にあった。
バルトークがハンガリーから移住する手助けをしたヨーゼフ・シゲティやフリッツ・ライナーは、バルトークが労働の対価以外の援助を受け付けないことをよく知っており、支援のために、周囲の音楽家にバルトークの作品を演奏してもらうことを提案していた。その中の一人が20世紀音楽の紹介者でもあったクーセヴィツキーだった。シゲティから1943年の4月に『弦楽器と打楽器とチェレスタのための音楽』を演奏してもらえないかとの手紙をもらったクーセヴィツキーは、シゲティに「今からプログラムを変更するのは難しいが、他の方法で彼を助けることができると思う」と手紙を送った。
それから数週間後、クーセヴィツキー財団がバルトークのもとに作品委嘱の依頼状を送り、クーセヴィツキーも見舞いとしてバルトークの病室を訪問した。ブージー・アンド・ホークス社の現在の版の前書きによると、クーセヴィツキーは委嘱代として当時破格の1000ドルの小切手を持参。バルトークは委嘱はうれしいが体力的に作曲できるかわからないと渋っていたが、クーセヴィツキーは「財団が決めたことで（断るといわれても）私には選択権がない」「この委嘱には期限がない」と説得し、バルトークは病院を退院した後の5月26日に、クーセヴィツキー財団に委嘱を承諾するという返信を送った。
この委嘱はバルトークに創作意欲を取り戻させただけでなく、周囲の人には生命力さえ呼び起こしたように見えたようだったという。結果的には「作曲者・著作者・出版者のためのアメリカ協会 (the American Society for Composers, Authors, and Publishers) 」の世話で滞在したニューヨーク郊外のリゾート地・サラナックレイクで作曲に着手すると、たった2ヶ月でこの作品を仕上げる。その後1945年に死去するまでこの曲以外にも『無伴奏ヴァイオリンソナタ』や『ピアノ協奏曲第3番』などの作品を残している。
なお、この曲の発想には、彼の楽譜を出版しているブージー・アンド・ホークス社の社主ラルフ・ホークスが1940年にバルトークに送った「バッハのブランデンブルク協奏曲集のような作品を書いてみたらどうでしょう」という書簡や、バルトークがアメリカ移住時に携えてきた盟友コダーイの同名の作品（1939年作）の影響を指摘する声もある。
初演に際してバルトークは医師の忠告を無視してボストンに行き、リハーサルから立ち会った。当時のボストン交響楽団メンバー、ハリー・ディクソンの回想によると、リハーサルでのバルトークは「大きすぎる」「急ぐな」と再三にわたり曲を止めて指示を出していたので、業を煮やしたクーセヴィツキーは「ご意見をメモしておいてはいかがでしょう。あとで検討しましょう」とその場を乗り切った。休憩時間中2人は話し合い、バルトークは帰っていった。リハーサルに戻ったクーセヴィツキーは「問題は全て解決した」と楽団員に語ったという。初演も成功に終わり、バルトークは何度も舞台に出ては聴衆の喝采に応えたことを友人に話したり手紙で送ったりしている。そしてこの曲は一気にポピュラーになり、バルトークの代表作として演奏会レパートリーに定着している。

### 改訂
1946年にブージー・アンド・ホークス社から出版されたスコアは、バルトークが初演を聴いた際の反省やクーセヴィツキーの意見に基づいて、1945年2月に改訂した形で刊行された。初演からの大きな変更点には、補遺として終楽章のコーダの部分が長くなった、新しいバージョンが加えられたことがある。これは一部の小節の重複を含めて後のページに収録され、改訂前後の両方を確認できるようになっている。
この改訂については、バルトーク自身が手紙の中で「エンディングが唐突過ぎる感がある」と述べている初演の反省を元に書き加えたという経緯があることと、演奏効果的にも派手であることから、改訂後のバージョンを採用する演奏が圧倒的に多い。改訂前の版は小澤征爾などがレコーディングしている他、ナクソス・ヒストリカルからクーセヴィツキーによるライヴ録音（初演直後の1944年12月30日録音）も発売されている。
またブージー・アンド・ホークス社のスコアは、初版制作の途中でバルトークが他界し、途中からバルトークの遺した指示を基にシャーンドル・ジェルジが作業を引き継いだこともあり、後述する第2楽章の速度などにミスが生じていた。1997年に新版となる際、バルトークの次男ペーテルとその協力者のネルソン・デッラマジョーレによって校訂が行われ、これらの間違いの修正に加え、バルトークが「更なるいくつかの改訂」を反映しようとしていた版下を発見し、補足として記載している。
その後ヘンレ社から出版された批判校訂版や、ヘンレ版を踏まえて作られた全音楽譜出版社のスコアは、「更なるいくつかの改訂」を反映したものになった。特に全音のスコアは終楽章コーダについて、実際の演奏頻度を反映し、初演時のものを補遺とする、それまでと逆の形で作成されている。

### 初録音
1946年2月5日に、フリッツ・ライナー指揮ピッツバーグ交響楽団により、初録音（モノラル録音）が行われた。この録音は改訂版で演奏されている。

### 人気
演奏するのはかなり難しい部類に入るが、国際指揮コンクールの課題曲の常連と言われている作品であり、若手指揮者の試金石のような存在である。なおこの作品は作曲者自身の手によるピアノ独奏版があり、シャーンドル・ジェルジが世界初録音を果たしている。このことから指揮のレッスンにも即使え、指揮者の才能も測れて教育的にも効果がある。

## 曲の構成
5つの楽章からなり、交響曲と言っても良い規模を備えている。ただし作曲者自身が初演のプログラムに寄せた解説でも述べているように、オーケストラの各楽器をあたかも独奏楽器のように扱ったり、全合奏と室内楽的アンサンブルが交錯するような楽曲構造をとっていることから、「協奏曲」と言う名が与えられている。また各楽章のタイトルはバルトーク自身による。
第1楽章　Introduzione（序章）
Andante non troppo - Allegro vivace　嬰ハ調 - へ調
序奏付きソナタ形式。ゆっくりとした嬰ハ（短）調の神秘的、かつ四度進行を特徴とするバルトーク的な序奏主題（譜例1）で始まる。続いてフルートに始まるメロディー（譜例2）が各楽器で展開され、スピードを速めて主部に入る。主部はフーガ風な激しい第1主題（譜例3　ヘ調）とオーボエがつむぎ出すどこか物悲しい第2主題（譜例4　ロ調）が中心となる。展開部は第1主題の素材を様々に変容させて用い、展開部の最後では第1主題と第2主題を繋ぐ推移主題（譜例5）を用いて、全金管楽器によるカノンが聴かれる。再現部は第2主題から始まるため、展開部を挟んで第1主題と第2主題が逆順に再現する、もしくはブラームスの交響曲等に見られる、展開部と再現部が一体化したと解釈できるスタイルを採用したと解釈される。結尾は第1主題の後、金管群が決然と推移主題を吹き鳴らして終わる。
譜例1
譜例2
譜例3
譜例4
譜例5
第2楽章　Presentando le coppie（対の提示）
Allegro scherzando　ニ調
三部形式。最初と最後の小太鼓のリズムが特徴的。その間では、対になった木管楽器群が旋律を吹く。それぞれのパッセージで、対になっている二管のなす音程は異なる。たとえば、ファゴット（譜例6）は短六度、オーボエ（譜例7）は短三度、クラリネット（譜例8）は短七度、フルート（譜例9）は完全五度、トランペット（譜例10）は長二度といった具合である。スケルツォのような雰囲気を漂わせるが、中間部では一転して金管の静かなコラール（譜例11）が聞こえる。
譜例6
譜例7
譜例8
譜例9
譜例10
譜例11
初演時のタイトルはGiuoco delle coppie（対の遊び）。ゲオルク・ショルティが1980年にシカゴ交響楽団とこの作品を録音した際、ショルティはライナーノート（英語版）に、アメリカ議会図書館に所蔵されている自筆スコアを確認した結果、初版からの出版譜の発想記号Allegretto scherzandoとメトロノーム指定が実は誤植だったこと、そしてバルトークがタイトルを初演時と変更していたことを発見したことについて文章を寄せている。
第3楽章　Elegia（悲歌）
Andante non troppo 嬰ハ調
バルトークの典型的な「夜の歌」。彼独特のアーチ形式（A-B-C-B-A）をとる。オペラ『青ひげ公の城』の「涙の湖」に似た動機で始まるAを過ぎると、Bでは第1楽章の序奏の主題（譜例2）が変奏されて再帰する（譜例12）。
譜例12
中間部（C）のヴィオラから始まる旋律（譜例13）には、バルカン民謡の特徴が垣間見られるとも言われる。
譜例13
Bが変形されて再現し、最後Aの部分が戻ってきて静かに終わる。
第4楽章　Intermezzo interrotto（中断された間奏曲）
Allegretto
三部形式だが、バルトーク本人の初演プログラム時の解説に従えば「A-B-A-中断-B-A」となる。
タイトルの「中断」は曲の中盤で乱入してくるメロディ（譜例14）のことで、ショスタコーヴィチの交響曲第7番の第1楽章の展開部の主題（ナチスによるレニングラード侵攻を描いたもの。元々この旋律自体レハールの『メリー・ウィドウ』からの引用の可能性が高い）が引用されている部分のこと。トロンボーンのグリッサンドによる「ブーイング」と、木管楽器の「嘲笑」が特徴的である。
譜例14
一方、第2主題に当たるヴィオラに始まる旋律は、非常に美しい。この旋律もシャーンドル・ジェルジの証言や近年の研究で、バルトークより7歳年上のハンガリーの作曲家ヴィンツェ・ジグモンド（1874-1935）のオペレッタ『ハンブルクの花嫁』で歌われる有名なアリア「美しく、素晴らしいハンガリー」との類似が指摘されている。
第5楽章　Finale（終曲）
Pesante - Presto　ヘ（長）調
三部形式ともとれるが、作曲者自身はソナタ形式と述べており、ロンドソナタ形式に近い。大きく動くホルンの印象的なユニゾンで始まり、ヴァイオリンが急速な、ジグザグに音階を行き来する無窮動風の旋律を奏するが、これが第1主題にあたり何度も再帰する。中間部は金管楽器のソロに現れた旋律を中心にフーガ風に構成。極上の対位法が編まれる華やかな終曲。
エンディングは先述のように初演時の「コーダの盛り上がりから急速に終結するもの」と、改訂時に追加された「全管弦楽による更なる盛り上がりを見せて終わるもの」がある。

## 楽器編成
| 木管   | 木管       | 金管 | 金管 | 打    | 打                                                   | 弦   | 弦   |
| ------ | ---------- | ---- | ---- | ----- | ---------------------------------------------------- | ---- | ---- |
| Fl.    | 3 (Pic.1)  | Hr.  | 4    | Timp. | ●                                                    | Vn.1 | ●    |
| Ob.    | 3 (Ehr.1)  | Trp. | 3    | 他    | Cym., Tri., B.D., S.D., Tam-t., 吊り下げ式のシンバル | Vn.2 | ●    |
| Cl.    | 3 (B.Cl.1) | Trb. | 3    | 他    | Cym., Tri., B.D., S.D., Tam-t., 吊り下げ式のシンバル | Va.  | ●    |
| Fg.    | 3 (Cfg.1)  | Tub. | 1    | 他    | Cym., Tri., B.D., S.D., Tam-t., 吊り下げ式のシンバル | Vc.  | ●    |
| 他     |            | 他   |      | 他    | Cym., Tri., B.D., S.D., Tam-t., 吊り下げ式のシンバル | Cb.  | ●    |
| その他 | その他     | Hp.2 | Hp.2 | Hp.2  | Hp.2                                                 | Hp.2 | Hp.2 |